# Single in-line memory module

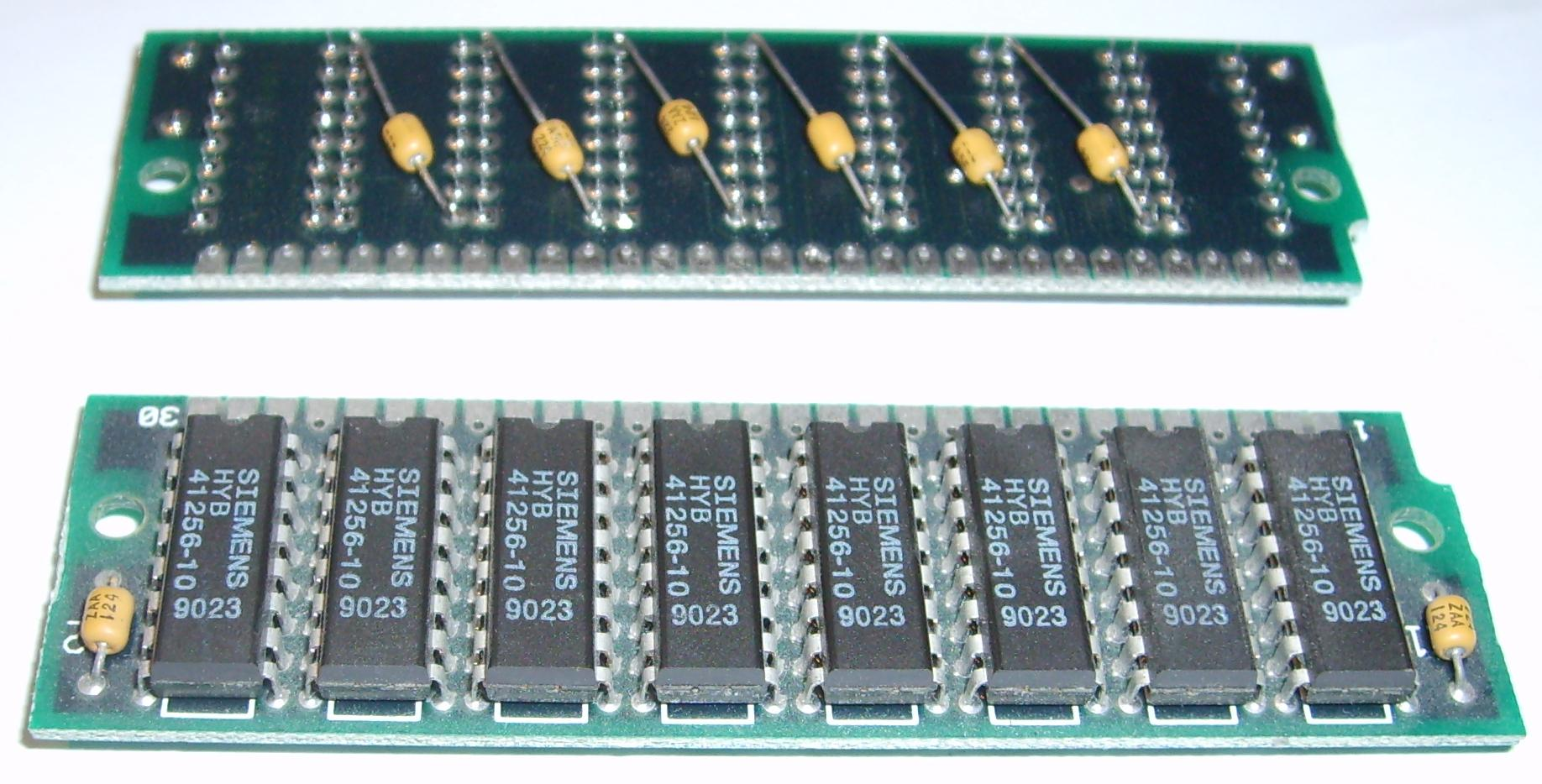
SIMM met 30 contactvlakjes, 256 kiB

Single in-line memory module, acroniem SIMM, is een DRAM-module die het eigenlijke werkgeheugen van een computer vormt. SIMM is een verouderde variant van het huidige DIMM-systeem, hij wordt tegenwoordig nauwelijks meer verkocht.
SIMM-modules zijn ontwikkeld door Wang Laboratories in 1983 door James Clayton.
SIMM-modules gebruiken contactpunten aan 1 kant van de module. Hierdoor is het aantal contactpunten op een SIMM-kaart lager dan het aantal op een DIMM-kaart.
Er bestaan 2 varianten, een 3,5 inch-formaat met 30 contactvlakjes, en een 4,25 inch-formaat met 72 contactvlakjes.
De 30 pin-variant kan 8-bits dataverkeer aan. Met een breedte van de geheugenbus van 32 bits zijn daarom altijd modules in veelvouden van 4 nodig. De variant met 72 pinnen kan 32-bits dataverkeer aan, waardoor slechts 1 kaart nodig is voor hetzelfde effect. Systemen met een geheugenbusbreedte van 64 bits zouden veelvouden van 8 respectievelijk 2 modules nodig hebben, ware het niet dat dergelijke systemen meestal alleen geschikt zijn voor de modernere DIMM-modules.